# Тынецкая халупа
Тыне́цкая халу́па (пол. Tyniecka chałupa) — историческое здание, находящееся на улице Бенедиктинской, 42 в районе Тынец краковского района Дзельница VIII Дембники, Польша. Памятник культуры Малопольского воеводства.
Дом был построен в конце XIX века у подножия холма, на котором стоит местное бенедиктинское аббатство. Здание принадлежало типичному представителю богатого селянина. До нашего времени дом сохранился в хорошем состоянии и представляет собой образец деревянного зодчества малопольских крестьян XIX века.
Внешние стены дома покрашены поперечными синими линиями, что отличает здание от других деревянных краковских строений, которые, как правило, красились целиком в синий цвет.
10 июля 1976 года Тынецкая халупа была внесена в реестр памятников культуры Малопольского воеводства (№ A-600).

## Источник
- Joanna Czaj-Waluś Zabytki architektury i budownictwa w Polsce. Kraków, Krajowy Ośrodek Badań i Dokumentacji Zabytków, 2007, ISBN 83-922906-8-2
- Encyklopedia Krakowa, red. Antoni Henryk Stachowski, PWN 2000, ISBN 83-01-13325-2